# تشيبمان إل. فلاورز جونيور
تشيبمان إل. فلاورز جونيور (بالإنجليزية: Chipman L. Flowers, Jr.) هو محامي أمريكي، ولد في 27 ديسمبر 1974 في هونولولو في الولايات المتحدة.